# Gareth Jenkins
Gareth John James Jenkins (Burry Port, 11 de septiembre de 1951) es un exrugbista y entrenador británico, que se desempeñaba como ala. Fue entrenador en jefe de los Dragones rojos de 2006 a 2007.
Actualmente es Jefe de Desarrollo y Reclutamiento de los Scarlets.

## Carrera
Debutó a los 17 años en el Llanelli RFC, allí jugó 259 partidos y su carrera terminó por una lesión a los 26 años. En 1972 fue miembro del equipo que derrotó a los All Blacks 9–3.
Representó a Gales A y jugó para los Barbarians. También realizó una gira por Japón con la selección principal en 1975, pero no fue internacional.

## Entrenador
Se convirtió en entrenador después de que dejó de jugar y su primer equipo fue el Furnace United RFC, dirigiéndolo de 1977 a 1982 y siendo esta la era más exitosa del club. El equipo ascendió de la sección E a la C, en la liga de Gales Occidental.

### Llanelli
Durante su período de 24 años como entrenador del Llanelli RFC, obtuvo trece victorias en la Copa de Gales, un doblete de liga y copa en 1992-1993 (la primera para un club galés) además de una victoria sobre los campeones del mundo australianos en el mismo año. En 1998–99 y 2001–02, Llanelli ganó títulos de liga y el equipo regional recién formado Llanelli Scarlets ganó el Campeonato de la Liga Celta de 2003 bajo su dirección. Fue durante este tiempo que también llevó a Llanelli a las semifinales de la Copa Heineken en 2000 y 2002. Sin embargo, su equipo siempre se quedó corto en los grandes juegos, especialmente en la Copa Heineken.

### Leones británicos
En 2005 realizó una gira por Nueva Zelanda con los Leones Británicos e Irlandeses, como parte del equipo de entrenadores de Clive Woodward.

## Gales
De 1993 a 1994 fue entrenador asistente de Gales, bajo el entrenador en jefe Alan Davies.
Jenkins fue rechazado cuando solicitó el puesto de técnico de la selección en 2004, pese a ser considerado prácticamente el único candidato serio para el puesto. Se sugirió que su insistencia en traer a su propio personal, que carecía de la experiencia y las habilidades necesarias, le costó el trabajo.
En abril de 2006 fue nombrado nuevo entrenador nacional, bajo un contrato de dos años y para suceder a Mike Ruddock, quien había renunciado tras el Torneo de las Seis Naciones. Su primer deber fue una gira de desarrollo de Argentina, un equipo de Gales joven e inexperto que perdió la serie 2-0. Su primer partido de prueba en casa vio un empate 29-29 creíble contra los Wallabies, pero las actuaciones mediocres contra los Pacific Islanders, Canadá y los All Blacks vieron caer la confianza y en el Campeonato de las Seis Naciones de 2007 Gales cayó en 4 partidos, incluida una derrota por 23-20 contra Italia. Jenkins finalmente obtuvo una victoria sobre Inglaterra en el último día del campeonato por 27-18, negando a Inglaterra el campeonato y al mismo tiempo evitando la temida cuchara de madera; que fue para Escocia.
Siguió una serie de partidos de prueba en Australia, que se perdió 2-0 y luego de una derrota récord de 62-5 ante Inglaterra en Twickenham, Jenkins estuvo bajo una presión cada vez mayor de los medios galeses, pero insistió en que se juzgara su posición sobre las actuaciones en la Copa Mundial de Francia 2007.

### Francia 2007
Gales no se clasificó para los cuartos de final del mundial, perdiendo ante Fiyi; una selección de segundo nivel; 34–38 . Al día siguiente la Unión Galesa de Rugby lo despidió, tras sólo seis victorias en veinte partidos de prueba y una eficacia del 30%.

## Palmarés
- Campeón de la Premier Division de Gales de 1992-93, 1998-99 y 2001-02.

- Campeón de la Copa de Gales de 1985, 1988, 1991, 1992, 1993, 1998, 2000, 2003 y 2005.
- Campeón del Campeonato galés no oficial de 1973-74 y 1976-77.